# Марсел
Вижте пояснителната страница за други значения на Марсел.
Ма́рсел (на нидерландски: marszeil) – право ветрило, поставяно на марс-реята под брамсела. В зависимост от принадлежности към тази или друга мачта се нарича: на фокмачтата – фор-марсел, на гротмачтата – грот-марсел и на бизанмачтата – крюйс-марсел.
Думата марс- се прибавя към наименованието на рангоута, такелажа и ветрилата, имащи отношение към марсела.
Марс-лисел – допълнително ветрило, което св поставя отстрани на марсела при лек вятър.
При големите съвременни ветроходи конструктивно могат да се поставят два марсела – горен и долен.

## Разположение на марселите
| Разположение на целите марсели               | Разположение на разрезните марсели                                                                                            |
|                                              | |
| 1. крюйс-марсел 2. грот-марсел 3. фор-марсел | 1. долен крюйс-марсел 2. горен крюйс-марсел 3. долен грот-марсел 4. горен грот-марсел 5. долен фор-марсел 6. горен фор-марсел |